# Мыльников, Дмитрий Сергеевич
Дмитрий Сергеевич Мыльников (род. 30 июня 1978, Челябинск) — российский хоккеист, вратарь. Мастер спорта России. Тренер.

## Биография
Отец Сергей и младший брат Сергей-мл. также хоккейные вратари.
Воспитанник ДЮСШ «Трактор», тренер Владимир Угрюмов. Выпускник «Торпедо» Ярославль. Дебютировал в команде «Яринтерком», проведя одну игру в открытом чемпионате России 1992/93. Сыграл один матч за «Химик» Энгельс (по разным данным — в сезоне 1993/94 или 1994/95). В сезонах 1994/95 — 1995/96 выступал во втором шведском дивизионе за клуб «Сетер». Вернувшись в Россию, играл за клубы «Юниор-Т» Курган (1996—1997), «Лада» Тольятти (1996/97 — 1997/98), «Крылья Советов» Москва (1997/98, 1998/99), «Трактор» (1997/98) ХК ЦСКА (1998/99), «Авангард» Омск (1998/99), «Северсталь» Череповец (1999/2000) «Спартак» Москва (1999/2000), ЦСК ВВС Самара (2000/01 — 2002/03, 2003/04), ХК «Воронеж» (2002/03), «Мотор» Барнаул (2004/05), «Тверь» (2004/05), «Мечел» Челябинск (2005/06), «Титан» Клин (2005/06 — 2006/07). В Белоруссии выступал за ХК «Витебск» (2005/06).
Затем — тренер вратарей.
Серебряный призёр молодёжного чемпионата мира 1998 года.